# Deutsche Wushu Federation
Die Deutsche Wushu Federation e. V. (DWF, 德国武术联合会 Déguó Wǔshù Liánhéhuì) ist der offizielle deutsche Fachverband für modernes Wushu (in Deutschland vielfach unter dem Begriff Kung-Fu bekannt). Sitz der Bundesgeschäftsstelle ist Rees.

## Mitgliedschaften
Die DWF ist anerkanntes Mitglied der European Wushu Federation und der International Wushu Federation|Internationalen Wushu Federation. Die DWF gehört jedoch nicht dem Deutschen Olympischen Sportbund (DOSB) an.

## Geschichte
Die Wurzeln der DWF reichen zurück bis in die frühen 1970er Jahre, im Jahr 1985 wurde ein deutscher Verband für Shaolin Kempo und Kung-Fu gegründet, den die DWF als ihren Vorläufer betrachtet. 1988 schließt sich dieser Deutsche Shaolin Kempo/Kung Fu Verband mit einem weiteren Verband zusammen und es entsteht die die Deutsche Wushu Federation in ihrer heutigen Form. Ebenfalls 1988 erfolgt die Anerkennung durch die European Wushu Federation (EWF) und die Chinese Wushu Association. 1990 war die Deutschen Wushu Federation e. V. mit 38 anderen Nationen bei der Gründungsversammlung der Internationalen Wushu Federation (IWUF) vertreten.
Im Jahr 1991 entsandte die DWF ein Team zur ersten Wushu Weltmeisterschaft nach Peking und ist seitdem auf fast allen Wushu Weltmeisterschaften mit Sportlern vertreten. 1995 wird in Rees das Bundesleistungszentrum der DWF errichtet.

## Ziele
Zweck des Verbandes ist die Pflege und sportliche Interessenvertretung von Wushu in Deutschland. Die DWF versteht dabei unter dem Begriff "Wushu" alle Bewegungsformen der Gymnastik, des Kampf- und Selbstverteidigungssports, die mit und/oder ohne traditionelle chinesische Waffen ausgeführt werden. Hierbei werden neben aus China stammende Kampfkunststilen auch veränderte Formen, wie zum Beispiel das Shaolin Kempo, verstanden.

## Wettbewerbe
Die DWF richtet Deutsche Meisterschaften aus und entsendet Sportler zu internationalen Turnieren wie Europa- oder Weltmeisterschaften. Im Jahr 2008 feierte die DWF mit drei Gold-, einer Silber- und zwei Bronzemedaillen ihr bisher erfolgreichstes Team bei einer Wushu Weltmeisterschaft.

## Landesverbände
Die DWF hat Landesverbände in mehreren Bundesländern.

## Engagement
Die Deutsche Wushu Federation beteiligt sich am Programm Integration durch Sport des DOSB, das vom Bundesministerium des Innern gefördert wird.